# Секіґахара

35°21′55″ пн. ш. 136°28′2″ сх. д. / 35.36528° пн. ш. 136.46722° сх. д.
Секіґаха́ра (яп. 関ケ原町, せきがはらちょう, МФА: [sekʲigahaɾa t͡ɕoː]) — містечко в Японії, в повіті Фува префектури Ґіфу. 1600 року на території містечка відбулась битва при Секіґахара, одна з найбільших битв в історії Японії. Станом на 1 квітня 2009 площа містечка становила 49,29 км². Станом на 1 липня 2011 населення містечка становило 7987 осіб.